# Superman (R.E.M.)
Superman è un brano della band statunitense R.E.M., cover dell'omonima canzone del 1969 ad opera della band texana "The Clique".
La canzone è anche apparsa in un episodio del telefilm Lois & Clark - Le nuove avventure di Superman.

## Tracce

### 7": IRS / IRM 128 (UK)
1. "Superman" (Gary Zekley/Mitchell Bottler) - 2:52
2. "White Tornado" - 1:56

### 12": IRS / IRT 128 (UK)
1. "Superman" (Gary Zekley / Mitchell Bottler) – 2:52
2. "White Tornado" – 1:56
3. "Femme Fatale" (Lou Reed) – 2:50

### 12": IRS / ILS 65025 5 6 (Holland)
1. "Superman" (Gary Zekley/Mitchell Bottler) - 2:52
2. "White Tornado" - 1:56
3. "Perfect Circle" - 3:30